# Tuyên Khương
Tuyên Khương (tiếng Trung: 宣姜; bính âm: Xuān Jiāng) là vợ vua Vệ Tuyên công thời Xuân Thu trong lịch sử Trung Quốc.

## Được gả sang nước Vệ
Theo Sử ký, Tuyên Khương là con gái của Tề Ly công, em gái Tề Tương công. Bà có người chị ruột là Văn Khương lấy vua Lỗ Hoàn công, sinh ra Lỗ Trang công.
Vệ Tuyên công cho người sang hỏi con gái Tề Ly công về làm vợ cho con lớn là Cấp Tử. Tề Ly công bằng lòng gả Tuyên Khương cho Cấp Tử, kết thông gia với nước Lỗ. Nghe nói con gái của vua Tề có nhan sắc tuyệt trần, hoa nhường nguyệt thẹn, Vệ Tuyên công bèn giành vợ của con, lấy luôn bà làm vợ mình, gọi là Tuyên Khương. Tuyên Khương lần lượt sinh được hai con trai là Cơ Thọ và Cơ Sóc, giao cho công tử Tiết giúp đỡ.
Cấp Tử - con lớn của Tuyên công – vốn là con của một người con gái nước Tề khác là Di Khương – vợ lẽ của Vệ Trang công. Vệ Tuyên công lúc chưa lên ngôi đã tư thông với Di Khương sinh ra Cấp Tử. Sau khi lên ngôi, Tuyên công lập Cấp Tử làm thế tử, giao cho công tử Chức giúp đỡ. Sau Cấp Tử, Di Khương còn sinh ra 2 người con trai khác là Cơ Kiềm Mâu và Cơ Ngoan.

## Giúp con thứ đoạt ngôi
Di Khương thấy Vệ Tuyên công vô đạo, uất ức tự vẫn. Tuyên Khương cùng công tử Sóc muốn hại Cấp Tử, việc này được Vệ Tuyên công đồng tình. Tuyên công sai Cấp Tử đi sứ nước Tề và ngầm sai quân cướp đón đường giết con.
Người con lớn của Tuyên Khương là công tử Thọ lại không đồng tình với mẹ và em, đi báo cho Cấp Tử biết, nhưng Cấp Tử không muốn trái ý cha. Công tử Thọ bèn chuốc rượu cho Cấp Tử say, rồi cắm cờ tinh lên thuyền mình, đi trước cho quân cướp giết để chết thay cho Cấp Tử.
Cấp Tử tỉnh dậy không thấy Thọ, biết Thọ đã chết thay, bèn cho thuyền mình đi lên gặp bọn cướp và xưng là thế tử nước Vệ cho quân cướp giết để thực hiện đúng ý muốn của cha. Quân cướp bèn giết luôn Cấp Tử. Vệ Tuyên công lập Cơ Sóc làm thế tử.
Năm 700 TCN, Vệ Tuyên công qua đời. Cơ Sóc lên nối ngôi, tức là Vệ Huệ công.

## Lấy con chồng
Khi Huệ công lên ngôi còn ít tuổi, công tử Ngoan (em trai ruột của công tử Cấp Tử) đã lớn, say mê mẹ kế Tuyên Khương, tìm cách thông dâm. Ban đầu Tuyên Khương không bằng lòng nhưng vì bị công tử Ngoan bắt ép, cuối cùng hai người lấy nhau.
Tháng 11 năm 697 TCN, công tử Tiết và công tử Chức vốn ủng hộ Cấp Tử, bèn làm binh biến, Vệ Huệ công phải bỏ chạy sang nước Tề. Công tử Chức và công tử Tiết lập em của Cấp Tử là công tử Kiềm Mâu lên ngôi.
Công tử Ngoan và Tuyên Khương lấy nhau, lần lượt sinh ra 5 người con: 3 trai là Tề Tử, Cơ Thân, Cơ Hủy và 2 người con gái. Do quan hệ loạn luân không cùng huyết thống giữa hai người Cơ Ngoan và Tuyên Khuơng, anh em Cơ Thân và Cơ Hủy vừa là em cùng mẹ khác cha với Vệ Huệ công, vừa là cháu gọi Huệ công bằng chú; còn Tuyên Khương vừa là mẹ và vừa là bà trẻ kế do Tuyên Khương vốn là mẹ kế của công tử Ngoan.
Năm 688 TCN, được vua anh Tề Tương công giúp, con bà là Vệ Huệ công trở lại ngôi vua. Kiềm Mâu phải đi lưu vong.
Năm 669 TCN, Vệ Huệ công mất. Cháu nội Tuyên Khương là Cơ Xích lên nối ngôi, tức là Vệ Ý công. Công tử Ngoan qua đời, được truy phong là Chiêu Bá.
Vệ Ý công thích chơi chim hạc, mất lòng dân, bị quân Xích Địch vào đánh và giết chết năm 660 TCN. Tống Hoàn công sang cứu trợ nước Vệ. Do người nước Vệ không có thiện cảm với Vệ Huệ công giết các anh tranh ngôi, không muốn lập lại dòng dõi của Huệ công nên Tống Hoàn công lập người con thứ hai của công tử Ngoan và Tuyên Khương là Cơ Thân lên nối ngôi, tức là Vệ Đái công.
Nước Vệ mang 2 người con gái của Tuyên Khương và công tử Ngoan gả cho Tống Hoàn công và Hứa Mục công.
Tuy nhiên Vệ Đái công làm vua không được lâu thì mất. Bá chủ Tề Hoàn công – cũng là một người anh em trai khác của Tuyên Khương - lập em Đái công là công tử Hủy lên nối ngôi, tức là Vệ Văn công.
Không rõ Tuyên Khương mất năm nào. Trước sau bà lấy 2 cha con vua Vệ, là mẹ của 3 vua Vệ (Huệ công, Đái công, Văn công) và mẹ của 2 phu nhân chư hầu.

## Gia đình
- Cha: Tề Ly công
- Anh chị em:
  - Tề Tương công
  - Tề Hoàn công
  - Khương Củ
  - Văn Khương
- Chồng:
  - Vệ Tuyên công
  - Công tử Ngoan (Vệ Chiêu Bá, con Vệ Tuyên công và Di Khương)
- Con:
  - Cơ Thọ
  - Vệ Huệ công
  - Tề Tử
  - Vệ Đái công
  - Vệ Văn công
  - Con gái, vợ Tống Hoàn công
  - Con gái, vợ Hứa Mục công

## Trong Đông Chu liệt quốc
Trong tiểu thuyết Đông Chu liệt quốc của Phùng Mộng Long, chính Tuyên Khương muốn lấy công tử Ngoan, còn công tử Ngoan thì ngại bà là vợ của cha mình nên không muốn lấy. Bà liền bố trí người chuốc rượu cho Ngoan say để ăn nằm với nhau. Khi công tử Ngoan tỉnh dậy thì việc đã rồi.
Đông Chu liệt quốc chỉ nhắc tới việc Tuyên Khương và công tử Ngoan có năm người con, nhưng không nói rõ họ là ai; khi nhắc tới các vua Vệ Đái công và Vệ Văn công được lập, không nói đến thân thế họ mà chỉ gọi là "công tử Thân" và "công tử Hủy".